# Норріс-Каньйон (Каліфорнія)
Норріс-Каньйон (англ. Norris Canyon) — переписна місцевість (CDP) в США, в окрузі Контра-Коста штату Каліфорнія. Населення — 1313 особи (2020).

## Географія
Норріс-Каньйон розташований за координатами 37°44′46″ пн. ш. 121°59′20″ зх. д. / 37.74611° пн. ш. 121.98889° зх. д. (37.746034, -121.988784).  За даними Бюро перепису населення США в 2010 році переписна місцевість мала площу 9,16 км², уся площа — суходіл.

## Демографія
Згідно з переписом 2010 року, у переписній місцевості мешкало 957 осіб у 248 домогосподарствах у складі 241 родини. Густота населення становила 104 особи/км².  Було 277 помешкань (30/км²).
Расовий склад населення:
| - 49,7 % — білих - 38,9 % — азіатів - 4,3 % — чорних або афроамериканців - 0,1 % — вихідців з тихоокеанських островів - 0,1 % — корінних американців - 2,9 % — осіб інших рас |

До двох чи більше рас належало 4,0 %. Частка іспаномовних становила 4,4 % від усіх жителів.
За віковим діапазоном населення розподілялося таким чином: 35,2 % — особи молодші 18 років, 61,1 % — особи у віці 18—64 років, 3,7 % — особи у віці 65 років та старші. Медіана віку мешканця становила 36,4 року. На 100 осіб жіночої статі у переписній місцевості припадало 101,5 чоловіків;  на 100 жінок у віці від 18 років та старших — 97,5 чоловіків також старших 18 років.
Цивільне працевлаштоване населення становило 421 осіб. Основні галузі зайнятості: виробництво — 30,2 %, науковці, спеціалісти, менеджери — 20,0 %, фінанси, страхування та нерухомість — 19,0 %.